# Deserted Palace
Deserted Palace, en español: Palacio Abandonado, es el primer álbum de estudio del compositor francés Jean Michel Jarre, publicado en 1973 por Sam Fox Publishing.
Es considerado uno de los primeros álbumes del género de la música electrónica.

## Antecedentes
La composición de este álbum se llevó a cabo desde mediados de 1970 hasta 1972, este trabajo musical sigue variadas corrientes musicales desprendidas de la música electrónica como la música experimental, electro-funk y synth pop. Aunque es su primer álbum de estudio, no ha sido descrito como su primer trabajo oficial. Fue publicado tres años antes que su álbum más famoso, «Oxygène».
Este álbum ha sido comprendido como un demo de su estilo musical, su finalidad era la utilización de piezas de este álbum en producciones audiovisuales de televisión; anuncios, películas, etc. En 1973 fue nuevamente publicado bajo el título «The Music of Jean Michel Jarre». Este trabajo no ha sido reeditado o remasterizado —al contrario de su primera banda sonora «Les Granges Brûlées»— pero está ampliamente disponible como un bootleg.

## Lista de temas
La producción del álbum fue sólo en LP, de allí la distribución de los temas es la siguiente:
| Lado A |                              |       |          |  |
| N.º    | Título                       | Autor | Duración |  |
| 1.     | «Poltergeist Party»          | Jarre | 2:11     |  |
| 2.     | «Music Box Concerto»         | Jarre | 2:41     |  |
| 3.     | «Rain Forest Rap Session»    | Jarre | 1:42     |  |
| 4.     | «A Love Theme For Gargoyles» | Jarre | 1:11     |  |
| 5.     | «Bridge Of Promises»         | Jarre | 3:16     |  |
| 6.     | «Exasperated Frog»           | Jarre | 0:50     |  |
| 7.     | «Take Me To Your Leader»     | Jarre | 1:56     |  |
| 8.     | «Deserted Palace»            | Jarre | 2:22     |  |
| 9.     | «Pogo Rock»                  | Jarre | 1:05     |  |
| 17:14  |                              |       |          |  |

| Lado B |                          |       |          |  |
| N.º    | Título                   | Autor | Duración |  |
| 10.    | «Windswept Canyon»       | Jarre | 7:40     |  |
| 11.    | «The Abominable Snowman» | Jarre | 0:55     |  |
| 12.    | «Iraqi Hitch-Hiker»      | Jarre | 2:28     |  |
| 13.    | «Free Floating Anxiety»  | Jarre | 2:18     |  |
| 14.    | «Synthetic Jungle»       | Jarre | 1:43     |  |
| 15.    | «Bee Factory»            | Jarre | 1:05     |  |
| 16:09  |                          |       |          |  |

Sólo en el álbum Rarities I (en CD) donde se encuentra presente Deserted Palace, el orden de los temas es el mismo pero de corrido

## Reaparición
En 2011, varios temas fueron remasterizados e incluidos en su álbum recopilatorio «Essentials & Rarities», trabajo que reúne temas inéditos y grandes éxitos de la discografía de Jarre.

## Personal y equipo
- Jean Michel Jarre
  - ARP 2600
  - EMS Synthi AKS
  - EMS VCS 3 Synthesizer
  - Farfisa Professional Organ